# Северни Тренделаг
Северни Тренделаг (норв. Nord-Trøndelag) је округ у средишњем делу Норвешке. Управно седиште округа је град Стејнкјер, а значајни су и градови Стјердалхалсен и Намсос.
Површина округа Северни Тренделаг је 22.414,73 km², на којој живи око 130 хиљада становника.

## Положај и границе округа
Округ Северни Тренделаг се налази у средишњем делу Норвешке и граничи се са:
- север : округ Нордланд,
- исток: Шведска,
- југ: округ Јужни Тренделаг,
- запад: Северно море.

## Природни услови
Северни Тренделаг је приморски округ. Округ је махом планински, посебно у северном делу. У јужном делу има нешто равничарских крајева.
Округ излази на Северно море. Обала је веома разуђена, са мноштвом залива, малих острва и полуострва. Најважнији је Трондхејмски фјорд. У округу постоји и много језера, од којих је једино значајније језеро Снесаватнет.

## Становништво
По подацима из 2010. године на подручју округа Северни Тренделаг живи преко 130 хиљада становника, већином етничких Норвежана.
Округ последњих деценија бележи благо повећање становништва. У последњих 3 деценије увећање је било за приближно 5%.
Густина насељености - Округ има густину насељености је око 6 ст./км², што је двоструко мање од државног просека (12,5 ст./км²). Приобални део округа на југу је много боље насељен него планински део на северу.

## Подела на општине
Округ Северни Тренделаг је подељен на 24 општине (kommuner).